# Garden State Parkway

Logo des Garden State Parkways

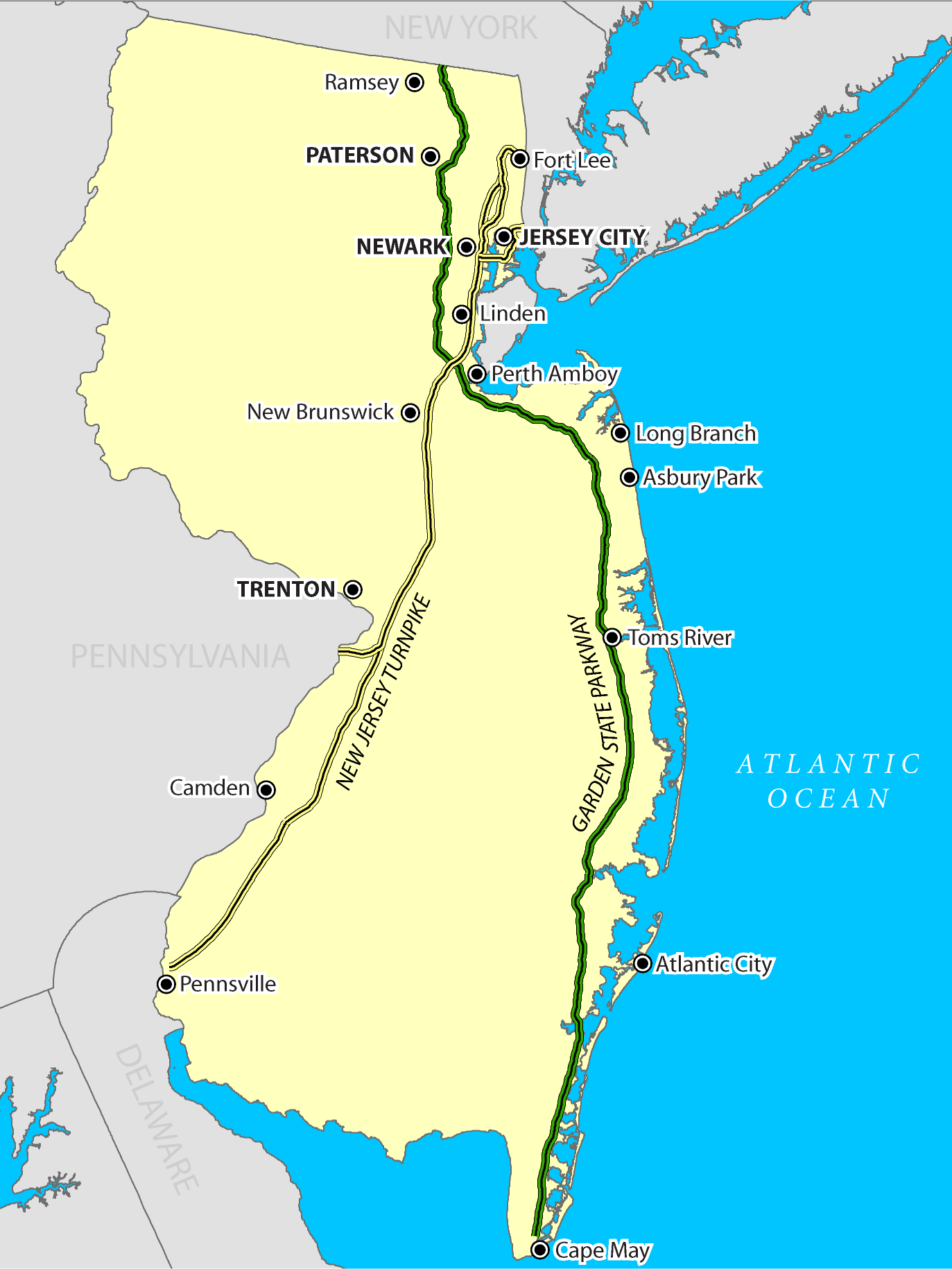
NJ Turnpike und Garden State Parkway (grün)

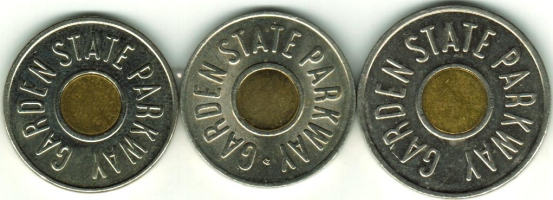
Mautmünzen

Der Garden State Parkway ist eine mautpflichtige Autobahn in New Jersey, USA. Er hat eine Länge von 277 km und durchquert New Jersey von Norden nach Süden. Der Parkway ist offiziell als New Jersey Route 444 beschildert.

## Streckenverlauf
Der Parkway beginnt an der Nordgrenze von New Jersey und führt dann westlich an der Metropolregion New York vorbei. Südlich von Newark kreuzt er den New Jersey Turnpike (Interstate 95), der aus Richtung New York kommend in Richtung Philadelphia führt. Der weitere Streckenverlauf folgt der Atlantikküste an Atlantic City vorbei bis zum Cape May, einer Landzunge von der aus eine Fährverbindung nach Delaware besteht. Auf diesem Teilstück sind beide Fahrspuren oft ca. 100–500 m auseinander.

## Geschichte
Der Parkway wurde zwischen 1946 und 1957 vom Staat New Jersey gebaut, um die alten Straßen wie z. B. die US-9, die durch die Innenstädte führten, zu entlasten. Vorbild hierfür war der New York State Thruway im Nachbarstaat New York.

## Mautsystem
Der Parkway besitzt, anders als der New Jersey Turnpike, ein „offenes Mautsystem“. Das heißt, dass die Mautstellen nicht an jeder Ausfahrt, sondern in unregelmäßigen Abständen (teilweise auch auf der Autobahn) stehen. Durch dieses System sind Ausfahrten leichter möglich und deshalb auch in großer Zahl vorhanden. Die Maut kann mit normalen Münzen und Scheinen oder mit dem EZPass bezahlt werden, welcher elektronisch die Maut abrechnet, wenn die Mautstelle unterfahren wird. Bis zum 1. Januar 2009 wurde die Maut zusätzlich mit speziellen Münzen (Tokens) kassiert, die in verschiedenen Werten und Mengen gekauft werden konnten. Dieses System wurde ersatzlos aufgegeben.